# Greenkub
 (août 2025).
Greenkub est une entreprise française spécialisée dans la conception, la fabrication et l’installation de studios de jardin modulaires en bois, principalement destinés à l’extension de logements individuels. Fondée en 2013 à Montpellier, elle intervient sur l’ensemble du territoire français, avec une activité centrée sur la vente directe aux particuliers.

## Historique
Greenkub a été fondée en 2013 par Alexandre Gioffredy à Montpellier, avec pour objectif de proposer des studios de jardin préfabriqués destinés aux particuliers. Le modèle initial, développé en partenariat avec Foncia, visait la location de studios en jardin (« Rent-a-Kub »). Progressivement, la majorité des clients utilisent les modules comme espace de vie personnel, ce qui conduit l’entreprise à diversifier son offre.
En 2015, Greenkub réalise une levée de fonds de 400 000 € auprès de Newfund et Anaxago. Depuis 2017, la commercialisation s’effectue principalement en ligne avec un accompagnement à distance.
Entre 2020 et 2021, le nombre de studios installés double, passant de 550 à 1 130 unités, sur fond de crise sanitaire liée au Covid-19. En 2022, l’entreprise déménage son siège à Castries et ouvre une unité logistique de 2 000 m² Greenkub internalise progressivement sa production en Occitanie et annonce en 2023 l’ouverture d’un second site de préfabrication.
L’entreprise évoque un projet d’expansion à l’international, notamment vers les pays d’Europe du Nord où la construction bois est développée.

## Activités
Greenkub conçoit et commercialise une gamme de studios de jardin modulaires en bois, de 11 à 50 m², personnalisables et livrés prêts à l’emploi. L’installation « clés en main » est réalisée en quelques jours par les équipes de l’entreprise. Pour les studios de moins de 20 m², une simple déclaration préalable de travaux est requise, tandis qu’un permis de construire est nécessaire au-delà.
Les modules s’adressent principalement aux propriétaires souhaitant agrandir leur surface habitable, avec des usages variés : chambre indépendante, bureau de télétravail, espace de loisirs, pool house ou hébergement de proches. Certains clients optent pour la location saisonnière ou de courte durée.

## Modèle économique
L’entreprise opère principalement en B2C via un parcours client digitalisé : conception personnalisée par des architectes salariés, fabrication en usine, démarches administratives et installation finale. Après une demande de devis, un rendez-vous en visioconférence permet de définir le projet, puis un devis détaillé est généré rapidement.
Greenkub adresse également des professionnels et collectivités pour des usages spécifiques (cabinet, atelier, équipement modulaire)
. Elle s’appuie sur un réseau de partenaires locaux pour certaines étapes de réalisation et prévoit un développement à l’export, notamment en Europe du Nord.

## Données économiques
Greenkub a connu une forte croissance depuis sa création : de 550 studios installés en 2020 à 1 130 en 2021, pour un chiffre d’affaires supérieur à 10 millions d’euros. En 2022, l’entreprise atteint environ 20 millions d’euros de chiffre d’affaires et stabilise son activité autour de 1 000 studios vendus en 2023, pour un chiffre d’affaires avoisinant 21 millions d’euros. Fin 2021, plus de 2 000 studios cumulés avaient été installés.

## Gouvernance
Alexandre Gioffredy est président-directeur général de Greenkub depuis sa création. Le siège social est situé à Castries (Hérault), avec un showroom, des bureaux administratifs et une unité de production. L’entreprise dispose également d’une base logistique en Île-de-France depuis 2023.

## Engagements environnementaux et sociaux
Les studios Greenkub sont réalisés en bois certifié PEFC, issu de forêts françaises, et assemblés en France ou chez des partenaires locaux. L’installation sur pilotis ou pieux vissés limite l’artificialisation des sols et les modules sont conformes à la Réglementation environnementale 2020 (RE2020). Greenkub propose des aménagements adaptés à l’accueil de personnes à mobilité réduite et présente ses solutions comme alternatives à certaines formes d’hébergement pour les seniors.

## Réception médiatique
Le développement de Greenkub et le marché des studios de jardin ont fait l’objet de reportages dans les médias nationaux à partir de 2014. L’entreprise est régulièrement mentionnée dans la presse économique et généraliste pour son innovation et sa croissance,. Son dirigeant a présenté l’activité lors d’émissions économiques, notamment sur BFM Business en 2021.
En 2022, Greenkub a reçu le Master Croissance lors des Masters de La Lettre M à Montpellier.